# Баптіст Кнісс
Баптіст Кнісс (нім. Baptist Knieß; 17 квітня 1885, Грюнштадт — 10 листопада 1956, Мюнхен) — німецький воєначальник, генерал піхоти вермахту. Кавалер Німецького хреста в золоті.

## Біографія
8 липня 1906 року вступив в Баварську армію. Учасник Першої світової війни. З 4 квітня по 16 жовтня 1919 року — член фрайкору Бамберга. Після демобілізації армії залишений в рейхсвері. З 26 серпня 1939 року — командир 215-ї піхотної дивізії, з 12 листопада 1942 по 7 квітня 1943 і з 15 червня по 7 вересня 1943 року — 66-го резервного корпусу, з 7 квітня по 10 травня 1943 року — групи «Кнісс». 7 вересня 1943 року створив у Південній Франції командну групу з штабом, які в жовтні назвали корпусом «Кнісс». 10 липня 1944 року корпус був перетворений на 85-й армійський. 28 березня 1945 року у зв'язку з хворобою відправлений в резерв ОКГ. 8 травня 1945 року взятий в полон американськими військами. В червні 1947 року звільнений.

## Звання
- Фенріх (8 липня 1906)
- Лейтенант (9 березня 1908)
- Оберлейтенант (30 листопада 1914)
- Гауптман (17 квітня 1917)
- Майор (1 грудня 1928)
- Оберстлейтенант (1 квітня 1933)
- Оберст (19 квітня 1935)
- Генерал-майор (1 червня 1938)
- Генерал-лейтенант (1 липня 1940)
- Генерал піхоти (1 грудня 1942)

## Нагороди
- Медаль принца-регента Луїтпольда
- Залізний хрест 2-го і 1-го класу
- Орден «За заслуги» (Баварія) 4-го класу з мечами і короною
- Медаль «За відвагу» (Гессен)
- Ювілейна медаль золотого весілля 1918
- Почесний хрест ветерана війни з мечами
- Медаль «За вислугу років у Вермахті» 4-го, 3-го, 2-го і 1-го класу (25 років)
- Медаль «У пам'ять 13 березня 1938 року»
- Застібка до Залізного хреста 2-го і 1-го класу
- Німецький хрест в золоті (3 серпня 1942)
- Медаль «За зимову кампанію на Сході 1941/42»